# HD 111232
HD 111232 — звезда в созвездии Мухи. Находится на расстоянии около 95 световых лет от Солнца. Вокруг звезды обращается, как минимум, одна планета.

## Характеристики
HD 111232 — жёлтый карлик главной последовательности 7,61 звёздной величины. Звезда имеет массу в 78 % от массы Солнца.

## Ближайшее окружение звезды
Следующие звёздные системы находятся на расстоянии в пределах 20 световых лет от HD 111232:
| Звезда          | Спектральный класс  | Расстояние, св. лет |
| HIP 64180       | M0 V                | 3,7                 |
| δ Мухи          | K2 III / ?          | 6,3                 |
| HD 122862       | G1-3 V-IV           | 15                  |
| HD 99453        | F7 V / F7 V         | 16                  |
| HD 128020       | F7-8 V              | 16                  |
| γ Южного Креста | M3,5 III / DA3? VII | 19                  |